# Elophila feili
Elophila feili ist ein Schmetterling aus der Familie der Crambidae.

## Merkmale
Die Falter erreichen eine Flügelspannweite von 18 bis 25 Millimeter. Die Vorderflügel sind ockerfarben und haben ein dunkelbraunes Mittelfeld. Die Submarginallinie ist nur an der Costalader sichtbar. Die Hinterflügel sind ockerfarben. Das Mittelfeld ist dunkelbraun und hat einen ockerfarbenen diskozellularen Fleck. Die Submarginallinie ist dunkelbraun.
Die Genitalarmatur der Männchen ähnelt der von Elophila nymphaeata. Die Valven sind kleiner, haben drei längere Costalborsten und einen kräftigeren Gnathos. Die Valven sind etwa doppelt so lang wie der Uncus, während sie bei E. nymphaeata 2,4 mal so lang sind.
Die Genitalarmatur der Weibchen ähnelt der von E. nymphaeata, die Apophysen sind aber länger, vor allem die Apophyses posteriores. Die Apophyses posteriores sind etwa 1,14 mal so lang wie die Legeröhre, bei E. nymphaeata sind sie dagegen nur 0,58 mal so lang.

### Ähnliche Arten
Die Vorderflügel der ähnlichen Art Elophila nymphaeata haben eine dunkle Grundfärbung und ein weißes Mittelfeld. Bei E. feili ist die Grundfärbung fahler als das dunkelbraune Mittelfeld.

## Verbreitung
Elophila feili wurde bisher nur in Portugal (Algarve, Odeceixe) und Spanien (Provinz Sevilla, El Ronquillo; Provinz Cáceres, Alcuéscar) gefunden.

## Biologie
Die Falter fliegen im Mai und von August bis September. Es wird vermutet, dass zwei Generationen pro Jahr gebildet werden. Die Präimaginalstadien sind unbekannt. In Portugal wurden die Falter in Küstennähe gesammelt.

## Belege
1. 1 2 3 4 5 6  Barry Goater, Matthias Nuss, Wolfgang Speidel: Pyraloidea I (Crambidae, Acentropinae, Evergestinae, Heliothelinae, Schoenobiinae, Scopariinae). In: P. Huemer, O. Karsholt, L. Lyneborg (Hrsg.): Microlepidoptera of Europe. 1. Auflage. Band 4. Apollo Books, Stenstrup 2005, ISBN 87-88757-33-1, S. 46 (englisch).
2. ↑  Elophila feili bei Fauna Europaea. Abgerufen am 10. Oktober 2012